# Copa Comunidad Madrid de Voleibol Masculino
La Copa Comunidad de Madrid de Voleibol, también conocida como Copa CAM (Copa Comunidad Autónoma de Madrid), es un campeonato de voleibol donde participan de manera exclusiva los equipos de la Comunidad de Madrid que militan en ligas nacionales: Superliga, Superliga 2 y Primera División Nacional. Se lleva realizando desde el año 2011 de forma intermitente y se han disputado hasta nueve ediciones. Estos son los equipos que han conseguido ganarla: Club Voleibol Leganés (6), Vóley Playa Madrid (3) y Grupo Egido Pinto (1).

## Sistema de competición
El campeonato empezó a disputarse en su primera edición en un sistema de liguilla que se disputaba en dos sedes. Todos los equipos participantes se enfrentaban entre sí para conseguir situarse en primera posición y así llevarse el título de campeón.
Tras un parón de cuatro años, la Federación de Madrid de Voleibol (FMVB) recuperó este torneo aunque con un formato de eliminatorias a un partido único. Así, los equipos tendrían que sortear las diferentes fases eliminatorias hasta llegar a la final. En esta disposición se tiene en cuenta la categoría estatal que ocupa dicho equipo para iniciar esas eliminatorias en una posición u otra. El que consigue ganar todos los partidos, se proclama campeón. Un formato que se ha mantenido desde entonces hasta la actualidad y que solo en 2020 no llegó a disputarse por la Pandemia de COVID-19.

## Historial
| Edición                          | Año  | Campeón               | Resultado | Subcampeón            | Puntuación                        | Sede             | N     |
| -------------------------------- | ---- | --------------------- | --------- | --------------------- | --------------------------------- | ---------------- | ----- |
| I                                | 2011 | Vóley Playa Madrid    |           | Club Voleibol Leganés |                                   | Alcobendas       | [ 1 ] |
| Dejó de celebrarse el campeonato |      |                       |           |                       |                                   |                  |       |
| II                               | 2015 | Vóley Playa Madrid    |           | Club Voleibol Leganés |                                   | Alcobendas       | [ 1 ] |
| III                              | 2016 | Club Voleibol Leganés | 3 - 2     | Vóley Playa Madrid    |                                   | Colmenar Viejo   | [ 2 ] |
| IV                               | 2017 | Club Voleibol Leganés | 3 - 0     | Vóley Playa Madrid    | 25-19, 25-22, 25-13               | Pinto            | [ 3 ] |
| V                                | 2018 | Club Voleibol Leganés | 3 - 0     | C.V. Collado Villalba | 25-20, 25-21, 25-17               | Collado Villalba | [ 4 ] |
| VI                               | 2019 | Club Voleibol Leganés | 3 - 0     | Grupo Egido Pinto     | 25-19, 25-10, 25-23               | Alcorcón         | [ 5 ] |
| No disputado por pandemia COVID  |      |                       |           |                       |                                   |                  |       |
| VII                              | 2021 | Vóley Playa Madrid    | 3 - 2     | Club Voleibol Leganés | 23-25, 27-25, 25-18, 25-27, 15-13 | Pinto            | [ 6 ] |
| VIII                             | 2022 | Grupo Egido Pinto     | 3 - 0     | Club Voleibol Leganés | 25-16, 25-21, 25-23               | Alcorcón         | [ 7 ] |
| IX                               | 2023 | Club Voleibol Leganés | 3 - 2     | Grupo Egido Pinto     | 25-23, 25-19, 16-25, 30-32, 15-12 | Pinto            | [ 8 ] |
| X                                | 2024 | UC3M Leganés          | 3 - 2     | Grupo Egido Pinto     | 25-23, 27-25, 22-25, 26-24, 25-19 | Madrid           |       |

## Palmarés
En las diez ediciones disputadas hasta la fecha, ha habido hasta tres campeones diferentes y hasta cuatro clubes que han logrado llegar a la final.

### Clubes
| Equipo                | Títulos | Subtítulos | Año campeón                         | Año subcampeón          |
| --------------------- | ------- | ---------- | ----------------------------------- | ----------------------- |
| Club Voleibol Leganés | 6       | 4          | 2016, 2017, 2018, 2019, 2023, 2024. | 2011, 2015, 2021, 2022. |
| Vóley Playa Madrid    | 3       | 2          | 2011, 2015, 2021.                   | 2016, 2017.             |
| Grupo Egido Pinto     | 1       | 3          | 2022.                               | 2019, 2023, 2024.       |
| C.V. Collado Villalba | 0       | 1          |                                     | 2018.                   |